# Carl Nielsen (Ruderer)
Carl Rosenlund Nielsen (* 5. Januar 1930 in Aarhus; † 29. Juni 1991 in Hadsten) war ein dänischer Ruderer.

## Werdegang
Carl Nielsen gewann bei den Europameisterschaften 1951 zusammen mit Eivin Kristensen, Harry Nielsen und Paul Locht die Silbermedaille im Vierer ohne Steuermann. Ein Jahr später nahm die Crew in der Vierer ohne Steuermann-Regatta bei den Olympischen Sommerspielen 1952 in Helsinki teil. Neu im Boot war Knud Bruun Jensen, der Eivin Kristensen ersetzte. Das Boot schied im Hoffnungslauf aus.